# Chilobrachys
Chilobrachys is een geslacht van spinnen uit de familie vogelspinnen (Theraphosidae).

## Soorten
De volgende soorten zijn bij het geslacht ingedeeld:
- Chilobrachys andersonii (Pocock, 1895)
- Chilobrachys annandalei Simon, 1901
- Chilobrachys assamensis Hirst, 1909
- Chilobrachys bicolor (Pocock, 1895)
- Chilobrachys brevipes (Thorell, 1897)
- Chilobrachys dyscolus (Simon, 1886)
- Chilobrachys femoralis Pocock, 1900
- Chilobrachys fimbriatus Pocock, 1899
- Chilobrachys flavopilosus (Simon, 1884)
- Chilobrachys fumosus (Pocock, 1895)
- Chilobrachys guangxiensis (Yin & Tan, 2000)
- Chilobrachys hardwickii (Pocock, 1895)
- Chilobrachys himalayensis (Tikader, 1977)
- Chilobrachys huahini Schmidt & Huber, 1996
- Chilobrachys hubei Song & Zhao, 1988
- Chilobrachys khasiensis (Tikader, 1977)
- Chilobrachys liboensis Zhu & Zhang, 2008
- Chilobrachys nitelinus Karsch, 1891
- Chilobrachys oculatus (Thorell, 1895)
- Chilobrachys paviei (Simon, 1886)
- Chilobrachys pococki (Thorell, 1897)
- Chilobrachys sericeus (Thorell, 1895)
- Chilobrachys soricinus (Thorell, 1887)
- Chilobrachys stridulans (Wood Mason, 1877)
- Chilobrachys thorelli Pocock, 1900
- Chilobrachys tschankoensis Schenkel, 1963